# 大東亜戦争を見直そう
『大東亜戦争を見直そう』（だいとうあせんそうをみなおそう）は名越二荒之助（元高千穂商科大学教授）の最初の著書。1968年（昭和43年）に原書房から出版された。
出版当時は、言論出版界において「大東亜戦争」という言葉が禁忌に近かったため、日本教職員組合（日教組）などからは批判されたが、日本遺族会などからは「この本こそが遺族の気持ちを代弁するもの｣として歓迎された。
本書は18版を重ね、2007年（平成19年）8月には新装版『大東亜戦争を見直そうーアジア解放の理想と花開く武士道物語』が明成社から出版されている。